# ダイル
ダイル（モンゴル語: Dayir、中国語: 荅亦児、? - 1244年）とは、13世紀初頭にチンギス・カンに仕えたコンゴタン出身の千人隊長。『元朝秘史』などの漢文史料では荅亦児(tàyìér)、『集史』などのペルシア語史料ではدایر(Dāīr)と記される。

## 概要
『集史』「コンゴタン部族志」によると、ダイルはコンゴタン氏族長モンリク・エチゲの親族に当たる人物であったという。チンギス・カンに仕え始めた経緯や時期は不明であるが、1206年にモンゴル帝国が建国されると千人隊長に任じられ、『元朝秘史』の功臣表では36位に列せられている。また、ダイルの千人隊はチンギス・カンの三男のオゴデイに与えられ、オゴデイ・ウルスの基盤となった。
モンゴルのホラズム・シャー朝征服において、ダイルはチンギス・カン率いる本隊に従軍し、ズルナク城・ヌール城の降伏に功績を挙げたという。
チンギス・カンの死後、オゴデイが即位すると、「タンマチ（辺境鎮戍軍）」の派遣が開始された。西方ではまず最初にイラン方面へチョルマグン率いる4万のタンマチ（タマ軍とも）が派遣されたが、これに続きその後詰めとして新たに2万のタンマチの派遣が決定された。
そこでダイルはこの2万のタンマチを率いる初代司令官に任ぜられ、西方へと派遣された。ダイル率いるタンマチは先行するチョルマグンがアゼルバイジャン方面に進んだのに対しインド方面へと進み（モンゴルのインド侵攻）、ダイルが率いるタンマチは「ヒンドゥスタン・カシミールのタンマチ」として知られるようになった。
『ヘラート史記』によると、ダイルはバドギス地方に駐屯して1244年に没し、その子のハラカト・ノヤン(Halaqatū Nūyān)が後を継いだという。「ヒンドゥスタン・カシミールのタンマチ」はその後モンゲトゥ、オコトルの2名に引き継がれ、更にその後サリ・ノヤンの時期にフラグ・ウルスの一部とされた。「ヒンドゥスタン・カシミールのタンマチ」はインド人と混血したことから「カラウナス」と呼称されるようになり、インド方面の有力軍閥として知られるに至った。

## ヒンドゥスタン・カシミール方面タンマチ司令官
1. ダイル（Dayir >tàyìér,荅亦児／Dāīr,دایر）
2. モンゲトゥ（Mönggetü >mēnggétū,蒙格禿／mūnkdū,مونکدو）
3. オコトル（Oqotur >wòhuōtūér,斡豁禿児／hūqūtur,هوقوتر）
4. サリ・ノヤン（Sali Noyan >sālī nūyān,سالی نویان）

## 初期オゴデイ・ウルスの4千人隊
- ジャライル部のイルゲイ・ノヤン
- ベスト部のデゲイ
- スルドス部のイレク・トエ
- コンゴタン部のダイル

## コンゴタン氏モンリク家
- モンリク・エチゲ（Mönglik Ečige ＞蒙力克額赤格/ménglìkè échìgé,منکلیک یجیکه/Munklīk Ījīka）
  - ココチュ＝テプ・テングリ（Kököčü ＞闊闊出/kuòkuòchū,کوکجو/Kūkajū）
    - キプチャク（Qibčaq ＞قبچاق/Qibchāq）

  - トルン・チェルビ（Tulun Čerbi ＞脱欒扯児必/tuōluán chĕérbì,تولون چربی/Tūlūn Cherbī）
    - バイバク（Baibaq ＞伯八/bǎibā）
      - バラク（Baraq ＞八剌/bālà）
        - アドゥーチ（Adūči ＞何都兀赤/hédōuwùchì）

      - ブラルキ（Buralqi ＞不蘭奚/bùlánxī）

  - スイケトゥ・チェルビ（Süyiketü Čerbi ＞速亦客禿扯児必/sùyìkètū chĕérbì,سوکتو چربی/Sūkātū Cherbī）
  - スト・ノヤン（Sutu noyan ＞سوتو نویان/Sūtū Nūyān）
  - ダイル（Dayir ＞荅亦児/tàyìér,دایر/Dāīr）
    - ハラカト・ノヤン（Halaqato noyan ＞هلقتو نویان/Halaqatū Nūyān）